# Ajos Simeon
Ajos Simeon (gr. "Αγιος Συμεών", tur. Avtepe) – wieś na Cyprze, w dystrykcie Famagusta, na półwyspie Karpas.
Od roku 1974 w granicach tureckiego Cypru Północnego.